# Salles-Arbuissonnas-en-Beaujolais
Salles-Arbuissonnas-en-Beaujolais är en kommun i departementet Rhône i regionen Auvergne-Rhône-Alpes i östra Frankrike. Kommunen ligger i kantonen Gleizé som tillhör arrondissementet Villefranche-sur-Saône. År 2022 hade Salles-Arbuissonnas-en-Beaujolais 789 invånare.

## Befolkningsutveckling
Antalet invånare i kommunen Salles-Arbuissonnas-en-Beaujolais
| Referens: INSEE |